# Jennifer Covillaut
Jennifer Covillaut (actuellement Jennifer Miramont ou Jennifer Covillault-Miramont) est une actrice française née en 1979.

## Filmographie

### Cinéma
- 1991 : La Contre-allée d'Isabel Sebastian : Marie
- 1994 : Délit mineur de Francis Girod : Sophie
- 1994 : Neuf mois, de Patrick Braoudé

### Télévision
- 1990 : Notre Juliette de François Luciani : Juliette
- 1991 : Les Compagnons de l'aventure : Les Ouchas (épisode Intox) : Anne-Lo
- 1992 : Sabine j'imagine de Dennis Berry : Sabine
- 1995 : Charlotte et Léa de Jean-Claude Sussfeld : Léa
- 1995 : Des mots qui déchirent de Marco Pauly : Nadine
- 2000 : Le Bois du Pardoux de Stéphane Kurc